# Sonata para piano n.º 24 (Beethoven)

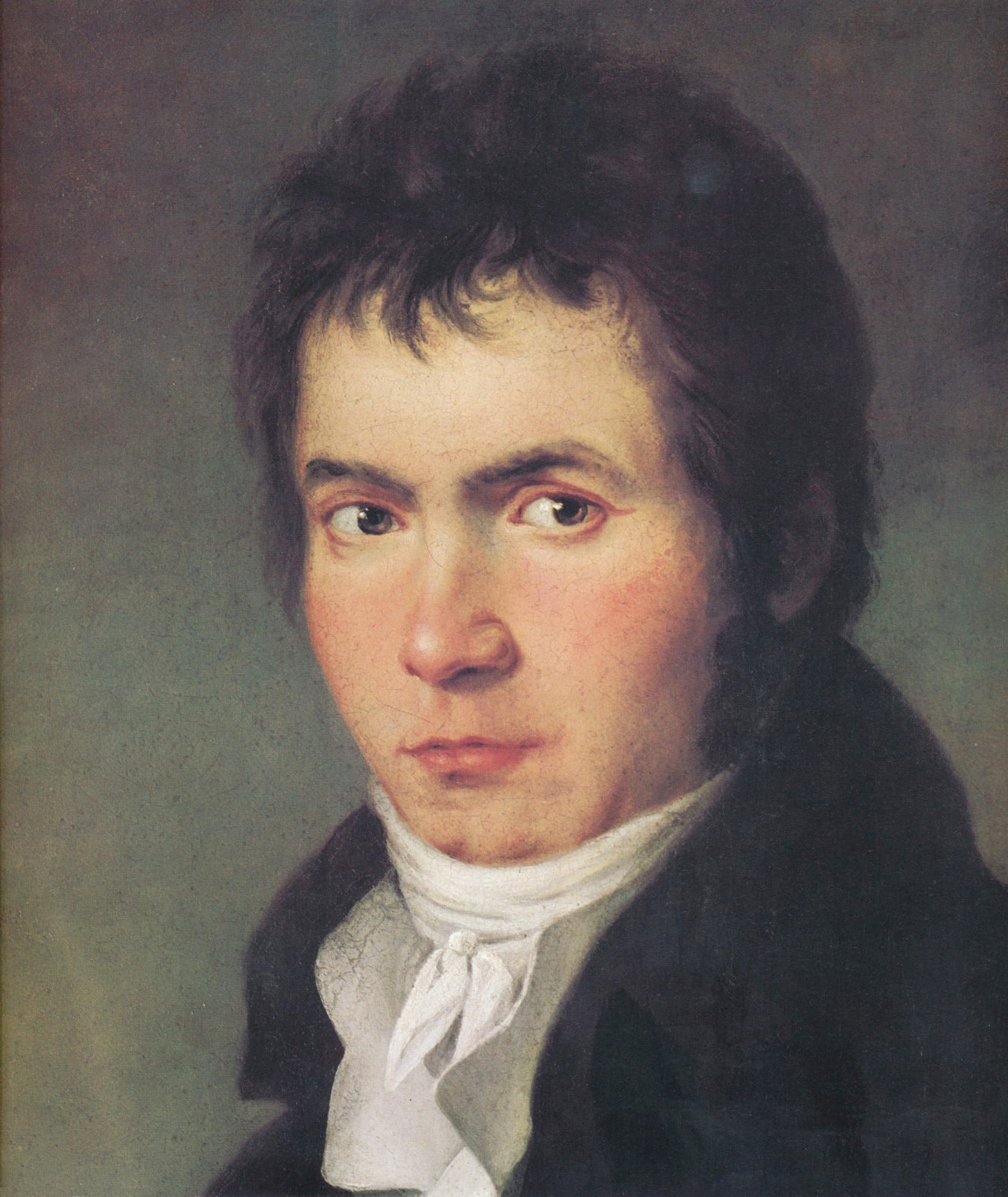
Beethoven en 1804.

La sonata para piano n.º 24 en fa sostenido mayor, Op. 78, conocida como "A Thérèse" o Para Teresa, fue compuesta por Ludwig van Beethoven en 1809 y publicada en noviembre de 1810 por Breitkopf & Härtel. La partitura está dedicada a la condesa Therese Brunsvik.

## Historia
Beethoven se tomó un descanso de casi cinco años en la composición de sonatas para piano después de finalizar la estremecedora Sonata Appassionata de 1804-1805. No volvió al género hasta mayo de 1809, cuando la marcha de su amigo el archiduque Rodolfo le impulsó a comenzar la Sonata n.º 26 Les Adieux, Op. 81a. Pero antes de terminar esta obra el compositor escribió, firmó y asignó números de opus a otras dos sonatas para piano (ambas relativamente breves). Según el esquema de numeración la Sonata Op. 78 es la sucesora inmediata de la Appassionata. La composición del Op. 78 probablemente se completó hacia julio de 1809, ya que figura en una nota del compositor a un mensajero como una de las piezas que iba a enviar, sin duda a Breitkopf & Härtel.
La primera publicación de la pieza fue llevada a cabo por la editorial Breitkopf & Härtel en 1810 en Leipzig. La dedicatoria que figura en la partitura es para la condesa Therese Brunsvik. La tendencia de la posteridad a asignar apodos a las obras de los grandes compositores ha dado lugar a que la Op. 78 sea llamada ocasionalmente "A Thérèse", por su dedicataria.

## Estructura y análisis
La sonata consta de dos movimientos:
- I. Adagio cantabile – Allegro ma non troppo, en fa sostenido mayor 2
4
- II. Allegro vivace, en fa sostenido mayor 2
4

La interpretación de esta obra dura aproximadamente 10 minutos. Parece la obra de un hombre que por fin ha exorcizado todos sus demonios. Es una pieza ligera en dos movimientos.

### I.Adagio cantabile - Allegro ma non troppo
El primer movimiento, Adagio cantabile, está escrito en la tonalidad de fa sostenido mayor, en compás de 2/4 y sigue la forma sonata. Presenta una serena introducción Andante cantabile, que en realidad es una sola frase. El Allegro ma non troppo principal fluye sin esfuerzo desde el inicio en un tema largo y ondulante que se va fragmentando para volver a recomponerse. Es más un delicado análisis que una desintegración. Beethoven emplea todos estos elementos en una ligera variación del tema, para luego pasar a una sección de desarrollo que mantiene el mismo ambiente salvo por un pasaje bastante agitado cerca del final. La recapitulación nos devuelve a la calma habitual.

### II.Allegro vivace
El segundo y último movimiento, Allegro vivace, mantiene la tonalidad inicial así como el compás de 2/4 y sigue la forma rondó. Es un movimiento , un rondó juguetón y compacto que ofrece contrastes repentinos de dinámica, textura y modos mayor y menor. En ocasiones, el compositor reduce la música a una escritura de una sola parte que suena densa sólo por su ligereza.

## Recepción de la obra
Según el alumno de Beethoven Carl Czerny, el compositor consideraba esta "su mejor sonata hasta el periodo en que compuso el Op. 106." También Maynard Solomon comenta cómo las Sonatas para piano n.º 23 y n.º 24 fueron las favoritas de Beethoven, hasta que escribió la Sonata n.º 29.